# Kandaen (película de 2011)
Kandaen (traducida al inglés como I Saw) es una película de comedia romántica en tamil de la India, lanzada en 2011. Fue escrita y dirigida por Mugil y producida por TCS. Los protagonistas principales son Shanthnoo Bhagyaraj y Rashmi Gautam, acompañados por Santhanam, Vijayakumar y Ashish Vidyarthi en roles importantes. La película, que se estrenó en mayo de 2010, despertó interés después de que el sello discográfico recién establecido por el reconocido cineasta Gautham Vasudev Menon eligiera la banda sonora de esta película como su primera publicación. Fue lanzada el 20 de mayo de 2011 y recibió críticas en su mayoría promedio por parte de los críticos. Su desempeño en la taquilla también fue considerado como promedio, aunque se destacó la comedia proporcionada por Shanthnu y Santhanam. La película también fue doblada y lanzada en telugu bajo el título 'Balapam Patti Bhama Odilo' en 2016.

## Trama
Vasanth es un ingeniero que viaja desde Chennai. Un día, decide visitar a su abuelo, quien afirma estar enfermo. Sin embargo, al llegar a su ciudad natal, se da cuenta de que han arreglado un matrimonio para él y que su abuelo no está realmente enfermo. Con el fin de evadir este matrimonio no deseado, decide inventar una historia: dice que está enamorado de una chica. Ante la insistencia de su abuelo por conocer a esta chica, Vasanth se ve obligado a regresar a Chennai.
Vasanth se siente atraído instantáneamente por una encantadora joven llamada Narmada. Su conexión es instantánea y, con el tiempo, Narmada también desarrolla sentimientos por él. Comienzan a salir juntos, a pesar de la oposición del padre de Narmada, quien es un comisario de policía. A pesar de sus dudas, el padre de Narmada se da cuenta del amor genuino entre ellos. Deciden casarse en un registro civil sin el consentimiento de sus padres, ya que el padre de Narmada no aprueba su relación debido a la ceguera de Vasanth. Sin embargo, durante el proceso de matrimonio, Narmada descubre que Vasanth en realidad no es ciego, lo que la enoja y la lleva a abandonar la oficina del registrador. Eventualmente, Vasanth se disculpa y ella lo perdona, lo que conduce a la aceptación de su relación por parte del padre de Narmada. Después de comprometerse, Vasanth celebra con sus amigos en un bar. Sin embargo, una pelea estalla con una pandilla de matones a los que Vasanth ya se había enfrentado anteriormente debido a su mal comportamiento hacia Narmada. Durante la pelea, Vasanth es golpeado en la parte posterior de la cabeza con una barra de hierro, lo que resulta en daños en sus nervios ópticos y en la pérdida de su vista.
El médico convence a Vasanth de que existen tratamientos con láser que podrían ayudar a restaurar su vista. Sin embargo, le informa que primero debe esperar a que su herida en la cabeza cicatrice antes de someterse a la operación. Además, le dice que el cirujano necesario para la operación vendrá desde Londres. Le aconseja que descanse y le pide a su amigo Saami que lo cuide durante este tiempo.
Después de ser dado de alta del hospital, Vasanth decide no revelar su ceguera a nadie, incluyendo a Narmada. Sin embargo, un día, Narmada y su padre regresan inesperadamente a su casa junto con un amigo del padre llamado Shankar. El padre de Narmada deja en claro que no habría aceptado a Vasanth como yerno si hubiera sido ciego. Vasanth y su amigo Saami se dan cuenta de que no pueden permitir que nadie descubra su ceguera. Vasanth quiere confesarle a Narmada la verdad sobre su ceguera, pero ella reacciona con enojo cuando él menciona la palabra "ceguera". Ella expresa alivio de que Vasanth solo haya estado fingiendo ser ciego, ya que cree que vivir con una persona ciega sería extremadamente difícil. Devastado por su reacción y sintiéndose deprimido, Vasanth decide no revelar la verdad sobre su accidente y su ceguera a Narmada.
Un día, mientras cruza una calle, Vasanth pide ayuda a una chica para cruzar. Narmada presencia esto y malinterpreta la situación, pensando que él la está engañando de nuevo al fingir ser ciego. Esto se asemeja a su primer encuentro cuando Vasanth había actuado como si fuera ciego. La noticia llega al padre de Narmada, quien toma medidas drásticas. Hace que arresten a Saami y decide forzar el matrimonio de Narmada con otro chico en la misma fecha originalmente planeada. Sin embargo, Narmada pide un respiro y dice que quiere estudiar en Londres. Mientras tanto, Saami es liberado bajo fianza y descubre la situación.
Además, surgen complicaciones con la operación de Vasanth en Londres, ya que el vuelo del oftalmólogo que vendría para la cirugía se cancela. Entonces, Vasanth y su médico de Chennai toman la decisión de volar a Londres en busca de la operación. Casualmente, en el mismo vuelo viaja Narmada. Coincide también que la azafata del vuelo es la misma chica que Vasanth ayudó a cruzar la calle previamente. Ella trata de advertir a la azafata sobre Vasanth, acusándolo de engañar a las chicas al hacerse pasar por ciego. Sin embargo, la azafata logra contarle la verdad a Narmada, revelando la ceguera real de Vasanth.
Narmada finalmente se entera de la verdad y se reconcilia con Vasanth. A medida que la película llega a su conclusión, Vasanth se somete a una exitosa operación ocular en Londres. Luego, regresan a la India juntos y felices, listos para casarse y comenzar una nueva vida como pareja.

## Elenco
- Shanthnoo Bhagyaraj como Vasanth
- Rashmi Gautam como Narmada
- Santhanam como Saami
- Vijayakumar como el abuelo de Vasanth
- Ashish Vidyarthi como el padre de Narmada
- Nellai Siva como oficial de policía
- Muthukaalai como sirviente de Narmada
- Nirmala Shrimal como azafata
- Robert en una aparición especial en la canción "Narmada"

## Recepción
La película tuvo una recepción crítica mixta. Rashmi Gautam recibió elogios tanto por su actuación como por su atractivo visual. Behindwoods mencionó que "ella aportó el factor de glamour a la película y demostró destellos de brillantez".
Indiaglitz también la elogió, afirmando que "su inclusión fue un aporte bienvenido a la lista de heroínas tamil, y después de una pausa prolongada, se pudo ver a una heroína tomando un papel importante en la película de manera emocionante".
En cambio, Rohit Ramachandran de nowrunning.com le otorgó una calificación de 2.5 / 5 y opinó que "Kandaen es una comedia romántica que carece de latidos, pero tiene el suficiente pulso para hacerte reír". Las opiniones sobre la película parecen divididas, con elogios hacia la actuación de Rashmi Gautam y la comedia, pero también críticas sobre la trama y su ejecución general.

## Banda sonora
La partitura y la banda sonora de la película "Kanden" fueron creadas por el destacado compositor evangélico Vijay Ebenezer, quien hizo su debut en el ámbito de la música cinematográfica con este proyecto. Los derechos de audio de "Kanden" fueron adquiridos por Gautham Vasudev Menon después de que el cantante Krish y Vijay le entregaran una copia a Menon, siguiendo la recomendación de la actriz Sangeetha y el productor Sebastian. Menon quedó impresionado y deseó lanzar el audio a través de su recién establecido sello discográfico, Photon Kathaas Music. La música recibió críticas positivas, especialmente la canción "Enge En Idhayam", que se volvió popular. Según Behindwoods, "fue un esfuerzo bastante decente compuesto por un recién llegado". El cantante Krish hizo su debut como letrista en esta película al escribir dos canciones.
La ceremonia de lanzamiento del póster de Menon y del álbum de la película tuvo lugar el 9 de diciembre de 2010. En este evento, estuvieron presentes varios invitados prominentes, entre ellos Suriya, K. Bhagyaraj y los renombrados compositores Yuvan Shankar Raja y Harris Jayaraj. Al día siguiente, se organizó un evento promocional en la tienda Odyssey en Chennai, donde se realizaron actuaciones en vivo de las canciones del álbum. Este evento contó con las interpretaciones de Chinmayi, Suchitra y Krish. Además, Gautham Menon, Shanthnoo Bhagyaraj y Karthik Kumar también estuvieron presentes en el evento.